# Bastille (metropolitana di Parigi)
Bastille è una stazione delle linee 1, 5 e 8 della metropolitana di Parigi.

## La stazione
Si trova presso il luogo in cui sorgeva la Bastiglia e i resti di quest'ultima possono essere osservati sulla linea 5. Le banchine della linea 1 sono situate sotto il livello stradale, ma sopra lo sbocco del tratto coperto del canal Saint-Martin sul bacino e porto dell'Arsenal, in un breve tratto all'aria aperta. Le banchine della linea 1 sono state decorate nel 1989 per celebrare il bicentenario della rivoluzione francese.

## Galleria d'immagini

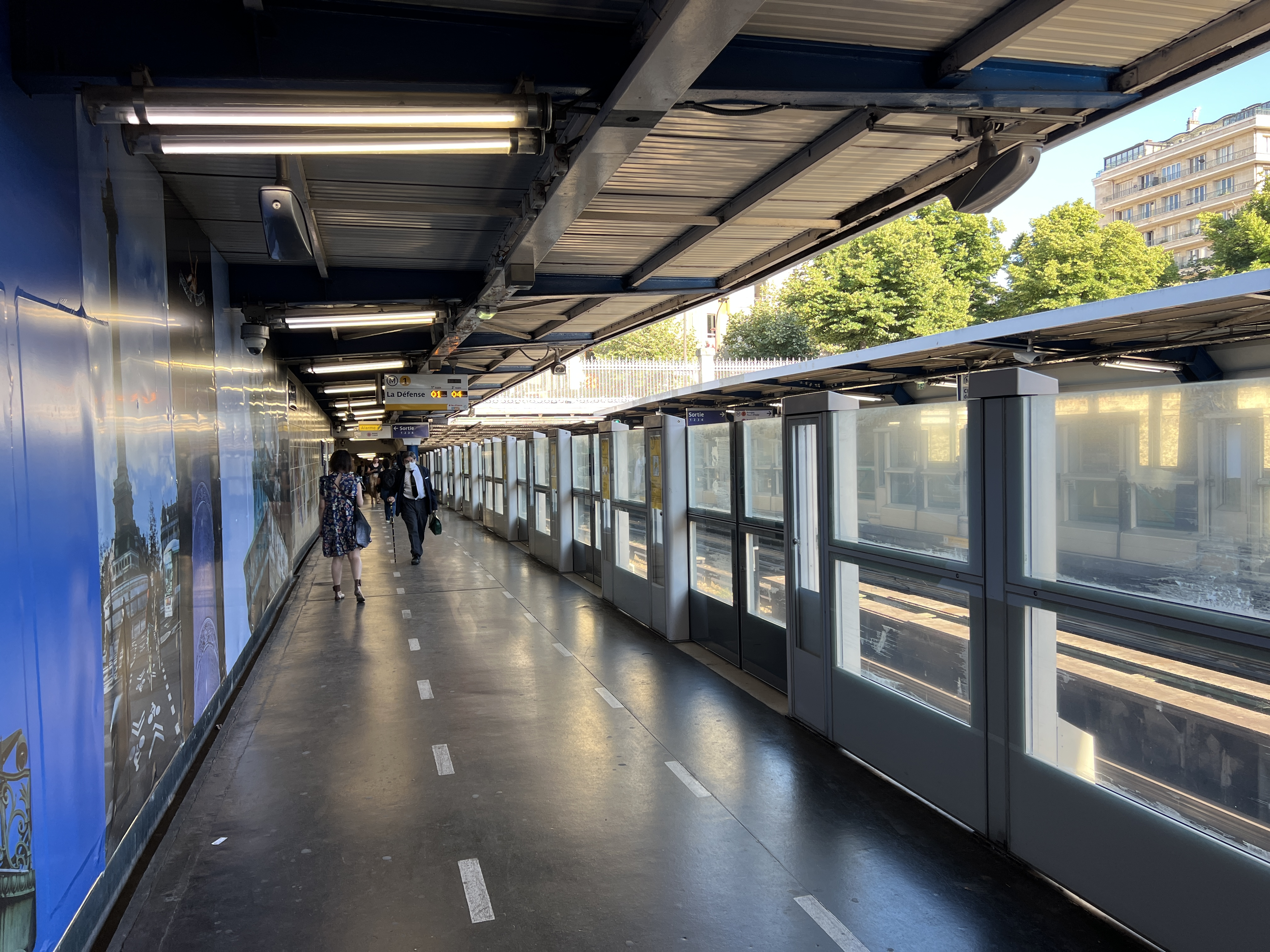
Il piano banchine della linea 1
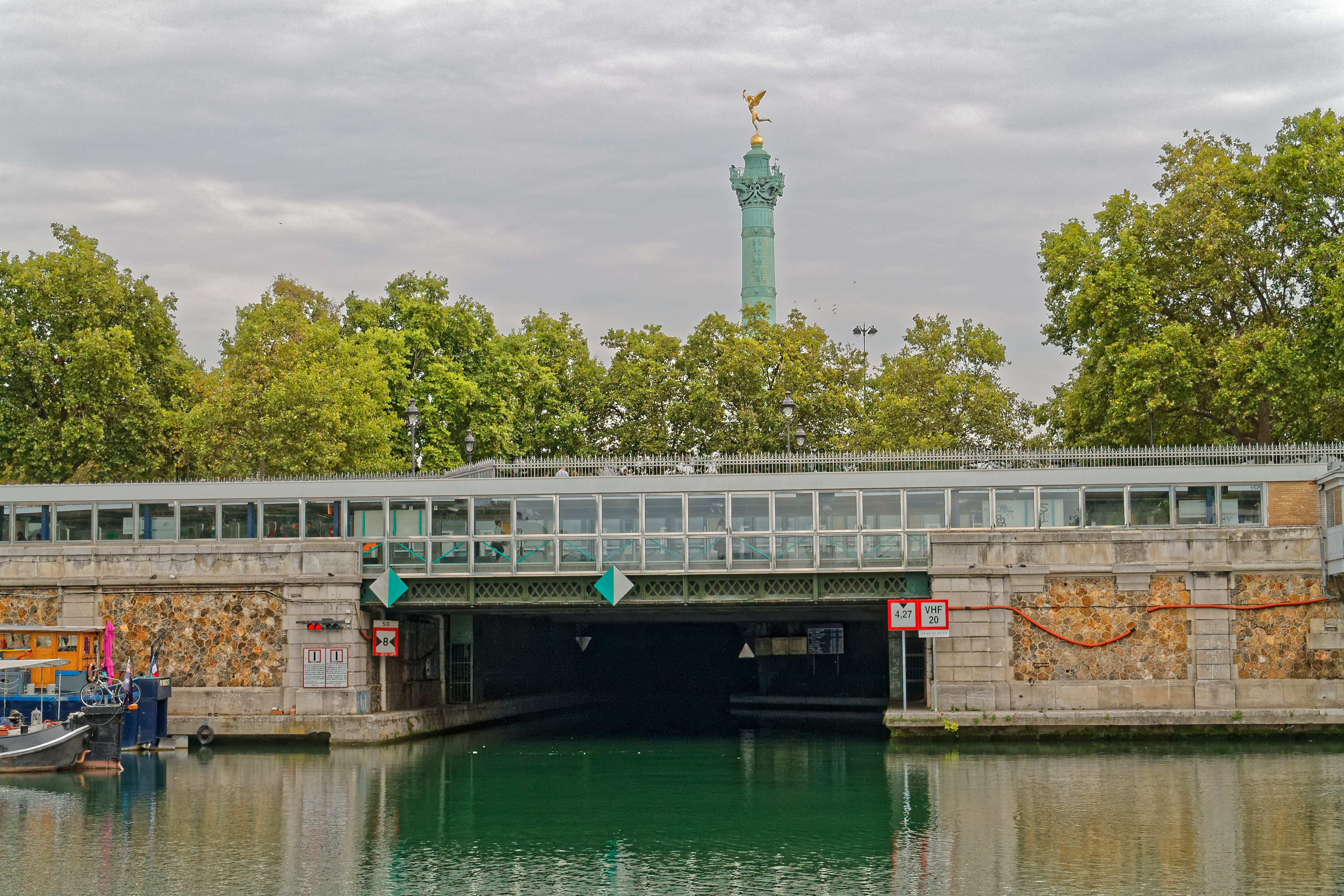
La stazione della linea 1 sopra lo sbocco del canal Saint-Martin
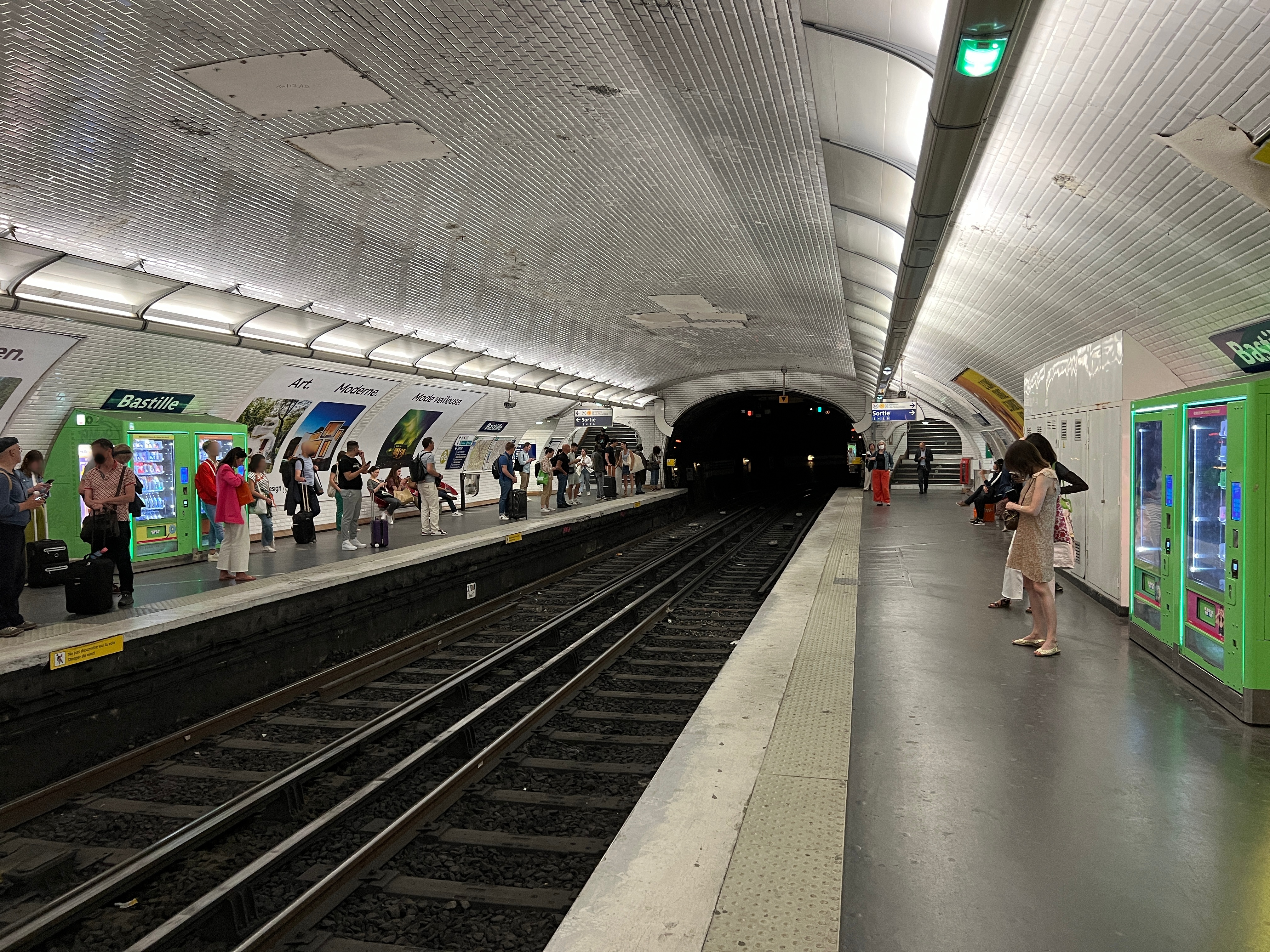
Il piano banchine della linea 5
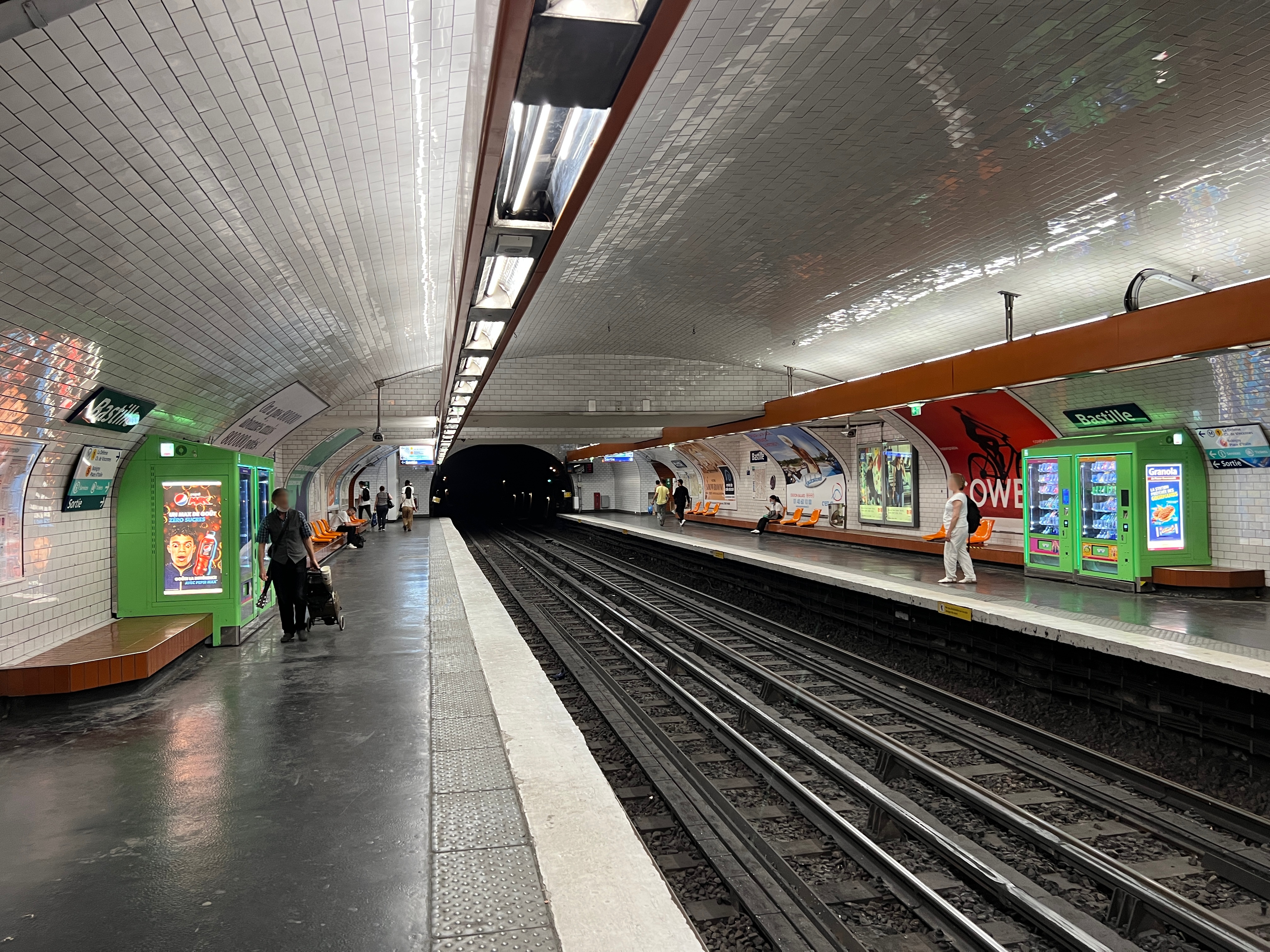
Il piano banchine della linea 8